# Estación de Galtzaraborda
La estación de Galtzaraborda es una estación ferroviaria situada en Rentería, en el oeste del municipio. Pertenece a la empresa pública Euskal Trenbide Sarea, dependiente del Gobierno Vasco. Da servicio a la línea del metro de San Sebastián del operador Euskotren Trena, denominada popularmente el Topo.
En el proyecto del desdoblamiento y soterramiento de la línea Galtzaraborda-Rentería, se prevé que la estación quede soterrada, sustituyendo la actual estación. También se soterriaría todo el trayecto hasta la estación de Errenteria, eliminando los numerosos viaductos del tramo. No obstante, el proyecto solo está plasmado en papel y no hay ni presupuesto ni fechas para acometerlo.

## Accesos
- C/Aiako Harria